# السعيد بدوي
السعيد محمد بدوي (1929- 2014 م) عالِم في الدراسات اللغوية، وأستاذ في الجامعة الأمريكية بالقاهرة، والمشرف على مركز تعليم اللغة العربية للناطقين بغيرها، وأحد أعمدة الدراسات اللغوية الحديثة في الجامعات والمراكز البحثية اللغوية المصرية والعربية والعالمية.

## نشأته ودراسته
ولد في قرية النخاس بمحافظة الشرقية، وحفظ القرآن الكريم في سن العاشرة في كتّاب القرية ثم درس بالأزهر الشريف حتى نهاية المرحلة الثانوية. التحق بكلية دار العلوم بجامعة القاهرة وتخرج فيها حاصلاً على درجة الليسانس (مع مرتبة الشرف) في اللغة العربية والدراسات الإسلامية. ثم سافر إلى بريطانيا لاستكمال الدراسات العليا حيث حصل على الماجستير في اللسانيات العامة ثم الدكتوراه في علم الصوتيات التجريبية من جامعة لندن، وكان موضوع أطروحة الدكتوراه «التنغيم الصوتي في لهجة الرياض».

## مناصبه وإسهاماته
على مدار سنوات طويلة قام الدكتور بدوي بتدريس اللغة العربية واللسانيات وعلم اللغة الاجتماعي وعلم الصوتيات والصناعة المعجمية وطرق تدريس اللغة العربية للناطقين بغيرها في جامعة القاهرة وجامعة أم درمان الأهلية بالسودان والجامعة الأمريكية بالقاهرة وجامعة لندن (كأستاذ باحث). أسس خلال عمله في الجامعة الأمريكية بالقاهرة برنامج الماجستير في تعليم العربية للناطقين بغيرها وساعد في تأسيس مركز تعليم اللغة العربية بالجامعة، وهو المركز الذي أسهم في إنشائه ووضع أسسه ومناهجه وتطوير العمل فيه وتأليف كتبه التي تشكل جوهر مادته الدراسية، بمساعدة عدد من زملائه المهتمين بهذا المجال.
كان الدكتور بدوي عضواً دائماً في المجالس القومية المتخصصة للتعليم العالي في مصر، وعمل مستشاراً في الترجمة الآلية لشركة سيستران الألمانية، ومستشاراً في برنامج التعريب لوزارة الصناعات الخفيفة الجزائرية، وغيرها. وساهم كمستشار في تأسيس برامج الماجستير في تعليم العربية للناطقين بغيرها في جامعة الرياض وجامعة الكويت وجامعة الدول العربية في الخرطوم.
شارك أيضًا في إتمام أكثر من 500 حلقة قصيرة من سلسلة تلفزيونية حول تفسيرات للقرآن الكريم باللغة الإنجليزية والتي تم عرضه يومياً لأكثر من عشر سنوات في دول الخليج ومازال يجري عرضها في بعض الدول الإسلامية في آسيا.

## مؤلفاته وآثاره
من أشهر مؤلفاته كتاب «مستويات العربية المعاصرة في مصر: بحث في علاقة اللغة بالحضارة»، صدر عام 1973عن دار المعارف وصدرت طبعته الثانية عام 2013 عن دار السلام. تتمحور النظرة الأساسية في هذا المؤلًَف أن مستويات اللغة العربية المعاصرة في مصر خمسة: في القمة فصحى التراث التي لا يكاد يتكلمها سوى خطباء المساجد والإعلام الديني، وفي القاعدة هناك عامية الأميين وهي لغة من نسميهم أولاد البلد… وفيما بين هذين المستويين نجد: فصحى العصر (لغة نشرات الأخبار والمحافل الرسمية)، وعامية المثقفين (التي تشبه فصحى العصر لكنها لا تلتزم بالإعراب)، وعامية المتنورين (الذين أوتوا حظا قليلا من التعليم). وكل مستوى من هذه المستويات الخمسة خاضع لمستوى تعليم صاحبه ونوعيته ووضعه الاجتماعي في المجتمع، وكذلك قدرته على الحركة والصعود إلى مستوى أعلى نتيجة لتغير المستويين التعليمي والاجتماعي. يعتبر الكتاب مرجعاً أساسياً لكل دارسي اللسانيات العربية  وأحد أهم المصادر للإعلاميين العرب.
ومن أهم مشاريعه اللغوية إنجاز أول معجم حديث للعامية المصرية مع الدكتور مارتن هاينز أستاذ الدراسات اللغوية في إنجلترا، والذي يعد مرجعاً مهماً لدارسي اللهجة المصرية. وكان أيضًا أحد المؤسسين والمشاركين في موسوعة السلطان قابوس للأسماء العربية، وهو معجم إحصائي لغوي اجتماعي موسوعي رائد.
وفي السنوات الأخيرة من مسيرته الأكاديمية انشغل بمشروع ضخم لإنجاز أحدث ترجمة عصرية لمعاني القرآن الكريم إلى اللغة الإنجليزية مع صديقه البروفيسور محمد عبد الحليم أستاذ الدراسات الإسلامية في جامعة لندن، والذي أتمّه البروفيسور عبد الحليم لاحقاً.

## وفاته
تُوفي السعيد محمد بدوي يوم السبت 14 جُمادى الأولى 1435هـ الموافق 15 مارس 2014م.